# Сука (инструмент)
Сука (на полски: Suka biłgorajska) е полски струнен лъков народен музикален инструмент от групата на кордофоните.
Формата на корпуса е почти като на цигулката, грифът е доста по-широк, а механиката на ключовете – сравнително груба. Броят на струните варира между 3 и 5, но обикновено са 4 и се настройват на квинта и октава. Инструментът се държи вертикално като гъдулката, изправен върху коленете, или виси на колан. Техниката на свирене обаче е съвсем различна – струните се натискат странично с ноктите на пръстите и наподобява тази при изпълнение на индийския инструмент саранги. Тази техника, типична за полските инструменталисти, е описана от немския теоретик Мартин Агрикола през 16 век. Изчезнала е към края на 19 век и съвременната ѝ реконструкция е възможна само благодарение на опита в свирене на някои азиатски инструменти.
Една от версиите за възникване на наименованието на инструмента предполага, че произхожда от старото името на сегашното село Коцудза, което в миналото се е наричало Хоцудза. Инструментът може би идва с татарските затворници в селото. Произходът му се свързва и с начина, по който се свири и който е характерен за източните народи.
Смята се, че суката е липсващото звено между кордофоните, с които се свири на коляно и съвременната цигулка. Инструментът дълго време не се е използвал и не е запазен нито един оригинален образец. Известен е само от стари икони и рисунки на единствения екземпляр, показан на музикална изложба във Варшава през 1888 г. През 1895 г. художникът Войчех Герсон рисува много точна картина на този инструмент. Последният музикант, свирил на сука е живял в с. Коцудза Мала и умира там през 1923 г. Един век след изложбата сука е реконструиран от майстора на струнни инструменти Анджей Кучковски и се правят опити за възраждането и популяризирането му в страната. В музикалното училище за народни инструменти в град Янов Люблински вече се преподава и свирене на сука. Варшавският селски оркестър, който използва както съвременни, така и стари полски музикални инструменти, е включил в репертоара си и изпълнения на сука.